# Gottfried Silbermann
Pour les articles homonymes, voir Silbermann.

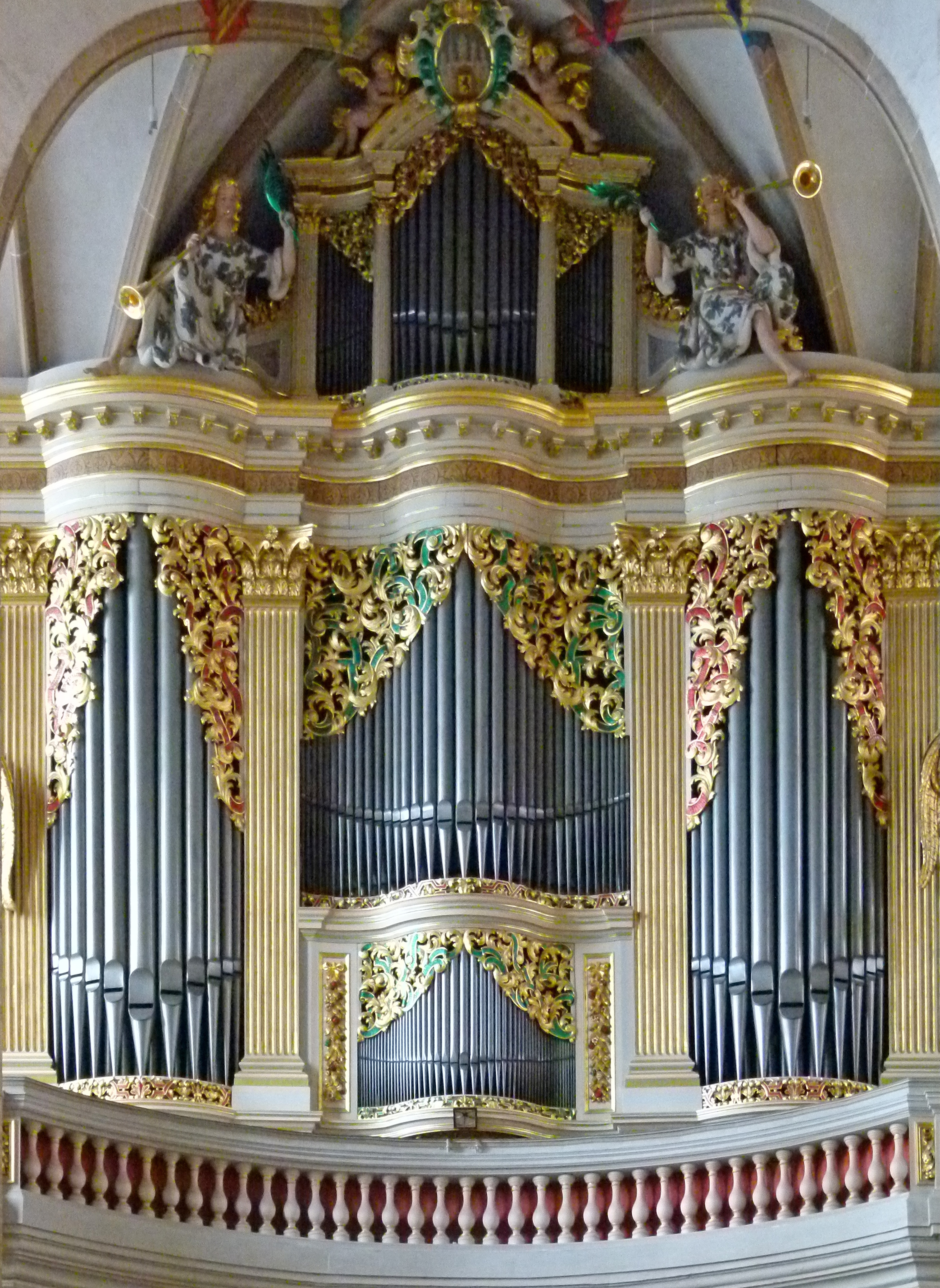
Orgue de la cathédrale de Freiberg construit par Johann Gottfried Silbermann.

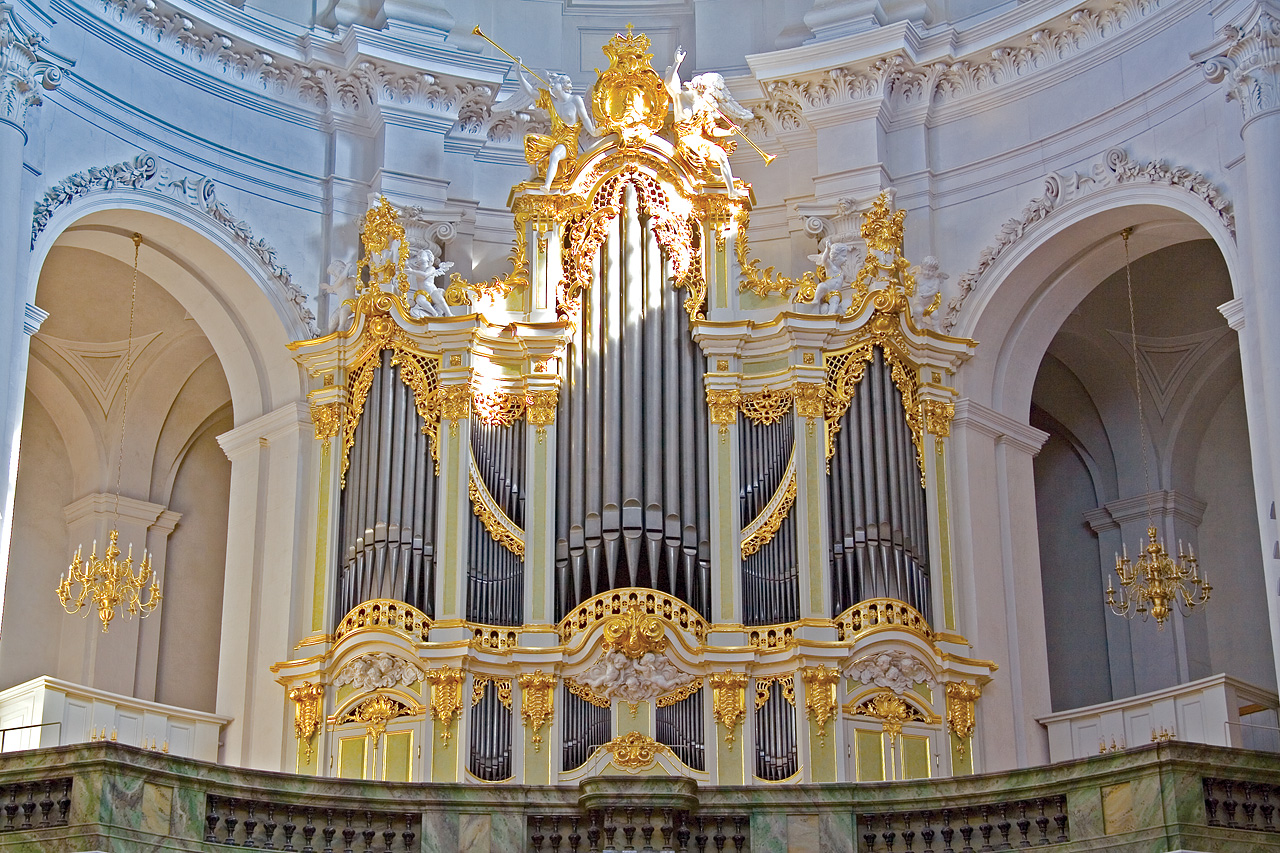
Orgue de la Cathédrale de la Sainte-Trinité de Dresde construit par Johann Gottfried Silbermann.

Gottfried Silbermann (1683-1753) est un célèbre facteur d'instruments de musique allemand de l'âge baroque.

## Biographie
Né le 14 janvier 1683 à Kleinbobritzsch (Saxe) et mort le 4 août 1753 à Dresde (Saxe), il est issu d'une dynastie de facteurs d'orgue saxons dont une branche prospéra en Alsace. 
Après avoir été formé par son frère aîné, André Silbermann, il retourna s'établir en Saxe, à Freiberg. Là, il construisit 49 orgues dont 29 subsistent toujours aujourd'hui. Les deux plus célèbres sont les grands orgues de la cathédrale de Freiberg (1734-1735) et de la Cathédrale de la Sainte-Trinité de Dresde.
Il fut également fabricant de clavicordes et de piano-forte. Figure importante de l'histoire du piano, il perpétua et diffusa les principes de Bartolomeo Cristofori et introduisit un précurseur de la pédale forte : un dispositif manuel qui permettait de lever tous les étouffoirs du piano. Il soumit ses premiers instruments au jugement de Jean-Sébastien Bach, dont les critiques (faiblesse des aigus et lourdeur de la mécanique) le conduisirent à perfectionner la conception de ses pianos. Il en acquit néanmoins un en 1733, qui fut utilisé pour les concerts du Collegium Musicum de Leipzig. 
Dans les années 1740, le roi Frédéric le Grand de Prusse a fait la connaissance des pianos de Silbermann et en a acheté un certain nombre,. Il employait Carl Philipp Emanuel Bach, qui jouait sur des pianos forte de Silbermann et écrivait de la musique pour ce modèle particulier de pianoforte.  
Les disciples de Silbermann, surnommés les Douze Apôtres, fuirent l'Allemagne durant la Guerre de Sept Ans et contribuèrent à diffuser le piano-forte à travers l'Europe. Parmi eux, Johannes Zumpe, qui contribua à la popularisation du piano carré, Americus Backers, inventeur de la mécanique anglaise. Le facteur d'instruments Christian Ernst Friederici fut le disciple le plus accompli formé dans son atelier[réf. nécessaire].
Un Gottfried Silbermann Museum consacré à la mémoire et à l'œuvre du facteur saxon a été créé à Frauenstein, la cité voisine de son village natal.
Deux des pianos de Silbermann se trouvent encore aujourd'hui dans les palais de Frederick à Potsdam. Un piano Silbermann original se trouve également au Germanisches Nationalmuseum. En 2020, Paul McNulty a réalisé une copie de l'instrument de Gottfried Silbermann de 1749 pour Malcolm Bilson.

## Enregistrements
- Luca Guglielmi. Johann Sebastian Bach. Bach & The early pianoforte. Fortepiano Silbermann 1749, Gravecembalo Bartolomeo Cristofori 1726 (Kerstin Schwarz), Clavichord, Christian Gottlob Hubert 1784 (Angelo Mondino). Piano Classic.
- Miklos Spanyi. Carl Emanuel Philipp Bach. Solo keyboard music vol 12. Silbermann 1749 (Michael Walker). BIS
- Arnaud de Pasquale. CPE Bach, Graun, Hesse. Trios for fortepiano & viola da gamba. Early piano series. CD 1. Silbermann (Kerstin Schwarz).  Alpha Classics
- Bernhard Klapprott. Johann Sebastian Bach. Complete works played on Silbermann organs. Silbermann organ.  Aeolus
- Marie Claire Alain. Bach. Organ works. Played on the Silbermann grand organ.  Erato
- Genzoh Takehisa. Bach’s Instrumental works. Silbermann 1747 (Kenta Fukamachi) 2007.  ALM records